# Fahrzeugtechnik Dessau
Fahrzeugtechnik Dessau, пізніше FTD Fahrzeugtechnik Bahnen Dessau GmbH — колишній середнього розміру виробник рухомого складу і комплектуючих, що базувався в Дессау-Росслау. Один із найстаріших європейських інжинірингових центрів, один із двох (поряд із Крюківським вагонобудівним заводом) переможців тендеру у листопаді 2010 р. на поставки товарних вагонів для Донецької залізниці «Укрзалізниці» за кредитні кошти Європейського банку реконструкції та розвитку, схвалені до виділення у січні 2009 р. Згідно з контрактними зобов'язаннями, компанія мала виготовити 575 напіввагонів.
Нині (з листопада 2016 р.) діяльність продовжується у вигляді підприємства «Molinari Rail Systems GmbH»  

## Історія
Підприємство виникло влітку 1995 р. під назвою «Fahrzeugtechnik Dessau GmbH» на частині площ «Waggonbau Dessau GmbH», що згорнув свою діяльність. Зі штату останнього 180 працівників перейшло до новоствореного. У наступні роки в заводський майданчик і споруди було вкладено близько 20 млн марок. Першим великим замовленням було виробництво 14 вагонів для Metropolitan Express Train (MET).
15 квітня 1999 р. «Fahrzeugtechnik Dessau GmbH» було перетворено на акціонерне товариство заднім числом із 1 січня 1999 р. При цьому 63 відсотки власності компанії перебували в руках трудового колективу, а 37% акцій належало керівництву. Відтоді підприємство дістало назву «FTD Fahrzeugtechnik Dessau AG».
З травня 2006 р. «Fahrzeugtechnik Dessau» ввійшла до ЗАТ «Трансмашхолдинг» — найбільшого підприємства на ринку залізничних транспортних засобів Росії.
Після банкрутства наприкінці березня 2008 р. підприємство наприкінці грудня 2008 р. перейшло до румунської фірми «Compania de Transport Feroviar Bucuresti S.A. (CTF)», яка займається залізничними перевезеннями і виробництвом вантажних вагонів. Його було перейменовано на «FTD Fahrzeugtechnik Dessau GmbH CTF». У березні 2012 р. для підприємства було знову запущено процес оголошення його неплатоспроможним. За повідомленнями ЗМІ з липня 2012 року, підприємство перейшло до «TransTec Vetschau GmbH».
З 1 серпня 2012 року підприємство мало назву «FTD Fahrzeugtechnik Bahnen Dessau GmbH».
Однак у березні 2016 р. було подано ще одну заяву про визнання банкрутом. Оскільки нового інвестора знайти не вдалося, завод спочатку було закрито влітку 2016 р. Активи придбало китайсько-швейцарське спільне підприємство «Molinari Rail Systems GmbH», яке 1 листопада 2016 р. відкрило завод як одну зі своїх філій зі штатом у 50 працівників. Тим часом (станом на початок 2019 року) підприємство налічує 75 власних працівників. Оборот у 2018 році становив п'ять млн євро.